# برج دیو کلی
قله برج دیو کلی در شهرستان سوادکوه در استان مازندران واقع می‌باشد.
واژه کلی در زبان مازندرانی به معنی لانه می‌باشد و دیو کلی به معنی خانه دیو است. این برج قدیمی از سنگ و آجر ساخته شده و در سالهای اخیر مرمت گردیده‌است. پلان بنای کنونی ۸ ضلعی است که چهار متر و قطر ۵/۳ متر ارتفاع دارد. در اطراف پوشش سقف آن نیز دیواره‌ای کوتاه با لنگرهای مستطیل شده دیده می‌شود. ۳ پنجره نیز در اطراف آن برای دیده‌بانی تعبیه گردیده و یک دریچه در سقف برای راهیابی به پشت بام آن در نظر گرفته‌اند. در حفاری‌های زمان گذشته اسکلت هائی کشف شده که روی سر آنها اثر تیر و روی دنده آنها اثر نیزه دیده شده که نشان دهنده از بین رفتن آنها طی جنگهائی در منطقه می‌باشد. این بنا در دهستان راستوپی و جنب جاده ورسک به پل سفید بر سر دو راهی سرخ‌آباد واقع شده و پله‌های سنگی از سطح جاده کار دسترسی به آنرا آسان می‌کند.